# 8466 Leyrat
8466 Leyrat eller 1981 EV34 är en asteroid i huvudbältet som upptäcktes den 2 mars 1981 av den amerikanska astronomen Schelte J. Bus vid Siding Spring-observatoriet. Den är uppkallad efter astronomen Cedric Leyrat.
Asteroiden har en diameter på ungefär 4 kilometer.